# Kurjangó

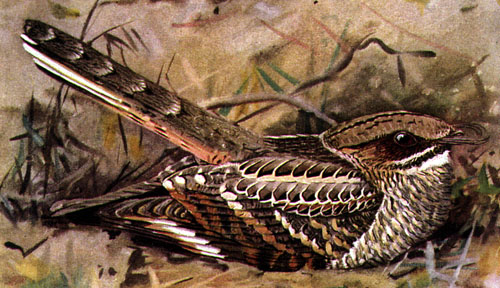

A kurjangó (Nyctidromus albicollis) a lappantyúalakúak (Caprimulgiformes) rendjébe, a lappantyúfélék (Caprimulgidae) családjába tartozó faj.

## Elterjedése, élőhelye
Az Amerikai Egyesült Államok, Mexikó, Belize, Costa Rica, Salvador, Francia Guyana, Guatemala, Guyana, Honduras, Nicaragua, Suriname, Trinidad és Tobago, Panama, Argentína, Bolívia, Brazília, Ecuador, Kolumbia, Paraguay, Peru, Uruguay és Venezuela területén honos. Erdők és nyílt bokrosok lakója.

## Alfajai
- Nyctidromus albicollis albicollis
- Nyctidromus albicollis derbyanus
- Nyctidromus albicollis gilvus
- Nyctidromus albicollis insularis
- Nyctidromus albicollis intercedens
- Nyctidromus albicollis merrilli
- Nyctidromus albicollis yucatanensis

## Megjelenése
Testhossza 22-28 centiméter. A madár sötétbarna színű, világosbarna mintázatú tollazata miatt beleolvad a barnás növényzetbe; amíg nem mozdul meg, nagyon nehéz észrevenni.

## Életmódja
Nappal a talajon rejtőzködik, éjszaka talajközelben vadászik bogarakból, lepkékből és szentjánosbogarakból álló táplálékára.

## Szaporodása
Növényzet között, sekély gödörbe készíti fészkét.